# صفد
صَفَدْ (بالعبرية: צפת) هي إحدى مدن فِلسْطِين التَارِيخِيَة، تقع المدينة في منطقة الجليل، وهي اليوم في المنطقة الشمالية لإسرائيل كما تُعتبر واحدة من أكثر مدن البلاد ارتفاعاً عن سطح البحر بحوالي 900 متر فوق سطح البحر. تقع على بعد 134 كم شمال القدس وتطل على بحيرة طبريا ومرج بيسان الواقعين إلى الجنوب الشرقي منها وعلى جبل الجرمق إلى الغرب. وتبلغ مساحة المدينة 29.248 كم²، ويقطنها اليوم حوالي 42,117 نسمة - معظمهم من اليهود، بعد تهجير أهلها العرب في حرب 1948. وقد ذُكرت في الأدبيات الدينية اليهودية وعند المؤرخين الرومان، ومنذ القرن السادس عشر، ومع سقوط الأندلس وطرد اليهود من شبه جزيرة إيبيريا، نشأ فيها مجتمع من اليهود السفارديم وأتباع الكابالا تحديدا مما جعلها أحد المدن المقدسة الأربع لدى اليهودية في تلك الفترة. في العهد العثماني كانت مركز سنجق صفد التابع لإيالة دمشق، وفي فترة الانتداب البريطاني على فلسطين، كانت مركزا لقضاء صفد.

## الموقع
تقع المدينة في الجليل الأعلى، عند التقاء دائرة العرض 32,58 شمالاً وخط طول 35.29 شرقا، تبعد 29 كم عن الحدود اللبنانية، وهي ذات موقع استراتيجي. حرصت جميع الغزوات الأجنبية على السيطرة عليها، نظراً لوقوعها على الطريق الواصلة شمالاً إلى دمشق، ولكونها، في بعض الأحيان، عاصمة للجليل، بالإضافة إلى أهميتها التجارية، فقد كانت في الماضي محطة من محطات البريد بين الشام ومصر.

## تاريخها
عُثِر خلال الحفريات الأثرية حول قلعة صفد (برج اليتيم) على بقايا عمرانية من العصر الحديدي وعلى مدافن من العصر البرونزي، لا تذكر المدينة في المصادر القديمة، فلذلك يبدو أنها كانت بلدة صغيرة في عهود ما قبل الميلاد. يذكر سفر القضاة مدينة كنعانية أسمها «صفاة» (القضاة 1:17)، ولكنه يبدو من وصف مكانها أنها وقعت في النقب ولا علاقة لها بمدينة صفد المعاصرة. ترد أول إشارة لا شك فيها إلى مدينة صفد في كتب المؤرخ يوسيفوس فلافيوس، إذ يذكرها كأحد المواقع التي حصنت إستعداداً للتمرد اليهودي الفاشل على الإمبراطورية الرومانية في القرن الأول للميلاد.
| التاريخ   | الحدث |
| --------- | --- |
| سنة 1140م | احتلها الصليبيون وأقاموا فيها قلعة صفد الشهيرة، التي كانت تسيطر على شمال الجليل، وطريق عكا، وطريق دمشق.                    |
| سنة 1188م | فتحها صلاح الدين الأيوبي.                                                                                                  |
| سنة 1240م | تنازل عنها الصالح إسماعيل صاحب دمشق، إلى الصليبيين كـ"عربون صداقة"، وتحالف ضد الصالح أيوب في مصر، والناصر داوود في الأردن. |
| سنة 1266م | استردها الظاهر بيبرس المملوكي.                                                                                             |

أعاد الصليبيون تحصين المدينة في القرن ال12 للميلاد وسقطت بيد بيبرس في 1266. في زمن المماليك، أصبحت صفد إحدى النيابات في بلاد الشام، ومحطة بريد بين مصر والشام، ويصل إليها الحمام الزاجل في مصر.
سنة 1516م انتصر السلطان سليم الأول العثماني على السلطان قنصوة الغوري المملوكي في موقعة مرج دابق، وخضعت صفد سنة 1517م للعثمانيين. في مطلع أيار عام 1948 كان الصهاينة قد سيطروا على قريتي عين الزيتون وبيريا وقد نجحوا بذلك بكسر الحصار العربي على الحي اليهودي في صفد، وتحويل الوضع إلى وضع معاكس، بحيث أصبحت الأحياء العربية هناك تحت الحصار. وفي ظل هذه الظروف كان أمر سقوط صفد هو مسألة وقت ليس إلا خاصة إزاء الإصرار الصهيوني على ذلك وذلك تمهيداً لبسط السيطرة الصهيونية على الجليل الأعلى بكامله. بتاريخ 24 أبريل 1948م احتلتها المنظمات الإسرائيلية المسلحة حينها وطردت أهلها الفلسطينيين إلى لبنان وسوريا.
شهدت مدينة صفد زلزال مدمرة على طول تاريخها، كانت أقواها في 1759 وفي 1 يناير 1837، أسفرت زلزال 1759 عن مصرع مئات من سكان صفد، بينما أسفرت زلزال 1837 عن مصرع 2000 شخصًا تقريبًا وإلحاق أضرار كثيرة في مباني المدينة، وكذلك عن اندلاع أوبئة أوقعت المزيد من الضحايا.

### سقوط المدينة في حرب 1948
دخلت القوات الصهيونية صفد بسبب العوامل التالية:

#### نقص السلاح
والافتقار للخبرة على استعمال السلاح وعلى القتال (نتيجة الحظر والعقوبات الرادعة التي كانت مفروضة من قبل قوات الانتداب) أدى لسماح أهالي صفد بأن يأتي آخرين من خارج المدينة ليقودوها لهزيمة عسكرية بلا قتال، وهزيمة معنوية أدت للنزوح عنها وتقديمها هدية مجانية للصهاينة.

#### تأييد القوى الصهيونية
كانت الصهيونية العالمية (مؤيدة بالقوى الغربية ومنها دولة الانتداب) تعد العدة، منذ مطلع القرن العشرين، لطرد أهالي فلسطين وإنشاء وطن قومي لليهود. لذلك تم تحصين المدن والمستعمرات اليهودية، واستقدم المقاتلون الصهاينة من مختلف أنحاء العالم، وتم تشكيل وتدريب وتسليح عصابات الهاغاناه وعصابات الأرغون وشتيرن، وأشترك في الحرب العالمية الثانية لواء يهودي تدرب على القتال وعاد إلى إسرائيل بكافة أسلحته.

#### لا يوجد تدخل عربي
لم يجر من الجانب العربي، لا داخل فلسطين ولا خارجها أي استعداد للمعركة. يؤكد هذا ما جاء في الموسوعة «أنّ الحكومات العربية لم تتخذ أية تدابير تدل على أنّها مقدمة على حرب تحريرية أو صراع مسلح. وكان يتنازعها تياران، ينادي أحدهما بإيكال مسؤولية الدفاع عن فلسطين لأبنائها بتزويدهم بالمال والسلاح والخبراء العسكريين، وتيار آخر رجحت كفته بضغط من بريطانيا دعى للقبول الشكلي بإنشاء قوات عربية ذات دور سياسي لتخدير الجماهير». بناء على ذلك أسس جيش الإنقاذ بإمكانيات محدودة عددا وتدريبا وتسليحا. إنّ التفاصيل التالية تدل على أنّ جيش الإنقاذ لم يحقق أيّ إنجاز عسكري يستحق الذكر وعمل على تحطيم الروح المعنوية للأهالي مما أدى إلى نزوحهم. وبما أنّ جيش الإنقاذ نفسه قد أنشأ بالكيفية التي أرادتها بريطانيا، فهل يستبعد أن تكون كل نشاطاته تابعة لتوجيهاتها شاملا تعيين ساري فنيش وإميل جميعان لقيادة معركة صفد والتعاون في سبيل تنفيذ قرار التقسيم الذي خصص منطقة صفد للدولة اليهودية.

#### دور قيادة جيش الإنقاذ في سقوط صفد
1. بعثرت تلك القيادة قواتها بعيدا عن صفد والقوات الصهيونية بدلا من تعزيز دفاعات قرى بيريا وعين الزيتون والعمل الجاد لاحتلال عين زيتيم لفك الحصار عن صفد ولإحكام الطوق على الحي اليهودي والسعي لاحتلاله. نتيجة هذا التقاعس قامت القوات الصهيونية باحتلال عين الزيتون وبيريا وبذلك فكت الحصار عن الحي اليهودي وأحكمت الحصار على صفد وبادرت بالهجوم تلو الهجوم بهدف احتلالها.
2. إدّعت تلك القيادة بأنها قد أعدت خطة للهجوم بتاريخ 9 أيار ليقال أن القيادة كانت جادة في سعيها لمنع سقوط صفد وفيما يلي الشواهد على أنّ واضعيها لم يكونوا جادين في تنفيذها:
- إنّ الخطر كان قادما من الشمال الشرقي للمدينة وكان من المفروض السعي لفك الحصار المفروض عليها أو مشاغلة العدو وتخفيف هجماته على صفد وليس حشد قوات جيش الإنقاذ غربًا في الصفصاف وميرون بعيدًا عن القوات الصهيونية.
- تم تعزيز القوات المرابطة بصفد بسرية يقودها عز الدين التل والذي أفاد بأنه ليس لدى أفرادها أي خبرة على القتال أو استعمال السلاح.

3. تمتعت صفد بمناعة لم تتوفر لأي منطقة أخرى بدليل نجاح أبناء صفد ومتطوعين سوريين بقيادة الملازم إحسان كم الماذ باحتلال كافة مراكز البوليس البريطاني فور رحيلهم عنها وصدوا كافة الهجمات الصهيونية مما ينفي إدعاء تلك القيادة بأنها سقطت نتيجة هجوم صهيوني. وفيما يلي الدلائل على زيف هذا الإدعاء:
- ادّعى ضباط جيش الإنقاذ أنه قد أوكلت مسؤولية حراسة المواقع الأمامية ليلة 11 أيار لأفراد سرية يؤكد ضباطها أنهم لا يجيدون استعمال السلاح وليس لديهم خبرة على القتال ويقاسون من حمى التطعيم ضد التفوئيد، وأنهم سلموا تلك المواقع فور وصولهم وأنّهم فروا من المواقع الدفاعية نتيجة هجوم صهيوني خفيف. إذا كان ذاك الإدعاء صحيحا فهو يشير إلى تواطؤ أولئك الضباط مع العدو لتسهيل مهمته في احتلال المدينة، لكن الشواهد التالية تدل على إن أولئك الضباط نشروا ذاك الإدعاء لتبرير انسحابهم من المدينة مما أدى لسقوطها كما أدى لتسهيل احتلال ما تبقى من شمال إسرائيل.
- أفاد حجو مصطفى خرما (الذي كان ورفاق له من صفد معززين بمتطوعين سوريين موكل لهم الدفاع من مركز الدفاع الهام المقام في دار المرعشلي وهو نقطة أمامية هامة شرق القلعة باتجاه حارة اليهود) أنّ القوات الصهيونية لم تقم بأية هجمات بعد فشل هجماتها ليلة 8 أيار وكانت ليلة 11 أيار من أهدأ الليالي وأنهم فوجئوا بمن جاء صباح 11 أيار ليعلمهم بانسحاب قوات جيش الإنقاذ ونزوح كافة الأهالي. علما بأنّ احتلال الصهاينة لهذا الموقع كان سيمكنهم من تهديد ما يزيد على 50% من المدينة شاملًا حارة الأكراد والأسدي والصواوين والجورة. علما بأن هذا المركز صمد ضد الهجمات الشرسة المتواصلة وكبد المهاجمين خسائر فادحة ولم يواجه المدافعون فيه أي نقص بالذخيرة أو القنابل اليدوية. كما أفاد حجو المذكور بأن المتطوعين السوريين المرافقين لهم كانوا يتميزون بالشجاعة والأقدام، كما كان يرافقهم متطوع أردني اشتهر بأنه صياد ماهر يتنقل نهارا بين المواقع العربية لإسكات نار المراكز الصهيونية المقابلة. إنّ هذا يدل على الفارق الكبير بين جيش الإنقاذ المتخاذل أو المتواطئ والمتطوعين للجهاد في سبيل الله والوطن.
- مما يؤكد أيضا سلامة المراكز الدفاعية الأمامية افادة مصطفى ومحمد زكريا منصور انهم كانوا ما زالوا في مراكز المراقبة والحراسة الأمامية حين جاء من يخبرهم بانسحاب قوات جيش الإنقاذ ونزوح كافة الأهالي.
- غادر المرابطون مراكزهم الدفاعية صباح 11 أيار بعد أن علموا بالانسحاب والنزوح دون أن يتعرضوا لمواجهة أو إطلاق نار لأنه لم يكن للقوات الصهيونية وجود في الأحياء العربية ولم تكن تعلم بانسحاب جيش الإنقاذ ونزوح كافة الأهالي. أما المرابطون في مركز البوليس فلم يغادروه لأنهم لم يعلموا بالانسحاب والنزوح وقام الصهاينة باحتلاله بعد معركة طاحنة.
- أفاد العديد من أهالي صفد الذين آثروا عدم النزوح أنّ القوات الصهيونية لم تدخل الأحياء العربية إلا بعد ثلاثة أيام من الانسحاب والنزوح وأكد ذلك من عاد إليها من أبنائها خلال تلك الفترة فلم يجد أي يهود في الأحياء العربية.
- جاء في مقالات الصحفي اليهودي ماير مشير بأن اليهود ظنوا أنّ الهدوء الذي غمر صفد خطة حربية أو كمين عربي. كما أشار أرشيف الهاغاناه أن قائد البالماخ دهش حين اكتشف أن المدينة خالية تماما. وكل ذلك يؤكد زيف الادعاءات بأن الانسحاب أو السقوط تم نتيجة هجوم صهيوني ناجح على المراكز الأمامية.

4. عينت قيادة جيش الإنقاذ النقيب ساري فنيش والملازم إميل جميعان لإدارة القتال في صفد (وهي أهم موقع استراتيجي إسرائيلي) دون الضباط السوريين ذوي الكفاءة والإخلاص ومنهم الملازم إحسان كم الماذ. وقد ورد عن العديد من أبناء صفد وبعض الضباط ممن عاصروا مأساة سقوط صفد أنّ ساري وأميل قاما بما يلي:
- منعا الهجمات على مراكز الدفاع اليهودية واجهضا فكرة احتلال الحي اليهودي مما دعا الملازم الأول إحسان كم الماذ، رائد تلك الهجمات بهدف الاحتلال، لمغادرة المدينة، علما بأنّ الحي اليهودي كان محاصرا وعلى وشك الانهيار بشهادة المراجع اليهودية.
- أبعدا سريتهما عن أي نشاط أو احتكاك مع العدو وحصرا نشاطها في حراسة مراكز قيادتهما داخل المدينة.
- عملا ومنذ قدومهما على بث الرعب وتحطيم الروح المعنوية مما أدى لتعاظم النزوح من المدينة.
- حيث لم يستطيعا ثني المرابطين في المراكز الأمامية عن الدفاع وصد الهجمات الصهيونية لأن المرابطين فيها كانوا من أبناء صفد والمتطوعين السوريين، فقد غادر ساري المدينة وأصدر إميل الأمر بانسحاب قوات جيش الإنقاذ بدون أن يكون هناك أي مبرر قتالي ودون إبلاغ المرابطين في المراكز الدفاعية.

5. من المعلوم أن ساري وإميل كانا تابعين لقيادة الجيش الأردني البريطانية والتي قد تكون أوعزت لقيادة جيش الإنقاذ لتسليمهما قيادة معركة صفد وأصدرت لهما الأمر بالانسحاب. كذلك فإنَّ الجيش الأردني نفسه لم يسلم من شر تخطيط العديد من قادته البريطانيين في حرب 1948 كما ورد في كتاب «أيام لا تنسى» للمؤرخ سليمان موسى.

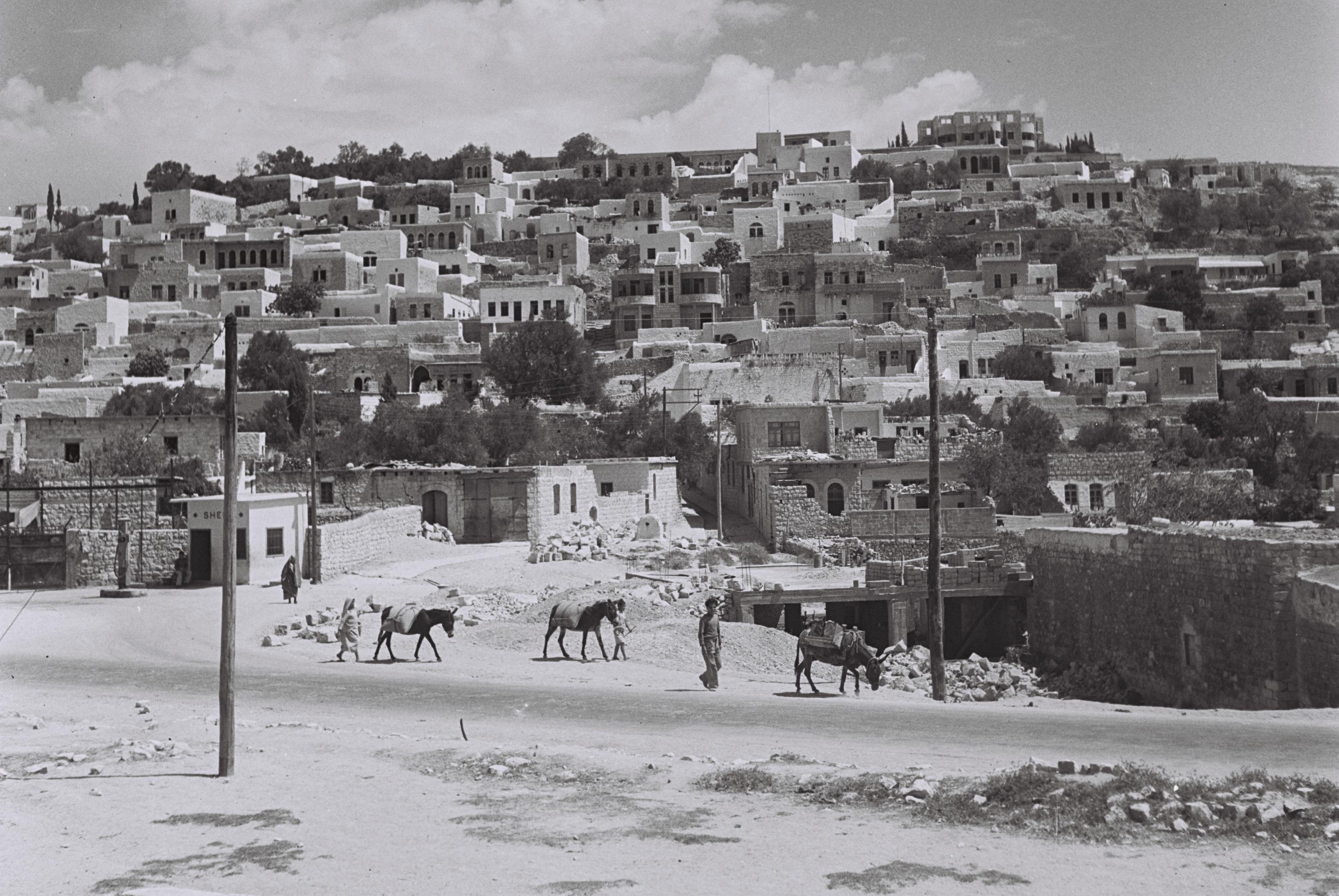
الحارات العربية في صفد 30.3.1946

#### العوامل التي أدت لنزوح كافة أهالي صفد
1. ارتكاب مجازر مروعه في قرى صفد وضيعاتها

مجزرة عين الزيتون حدثت يوم 1 مايو 1948 في قرية عين الزيتون الفلسطينية شمال صفد التي كانت جزءاً من الانتداب البريطاني على فلسطين. تم قتل ما بين 30 و 70 أسير فلسطيني من قبل قوات بلماح. بعد سقوط القرية، تمهد الطريق أمام القوات الصهيونية لاحتلال مدينة صفد.
1. قيام قيادة جيش الإنقاذ ممثلة بساري فنيش وإميل جميعان ببث الرعب وتحطيم الروح المعنوية والدعوة لنزوح أهل المدينة والتبشير المضلل بالجيوش العربية القادمة التي ستحرر إسرائيل.
2. الأخبار المبالغ فيها حول المجازر في المناطق التي تحتلها القوات الصهيونية.
3. فشل اللجنة القومية ووجهاء صفد وأثريائها بالتخطيط للمعركة التي كان من المعلوم أنها قادمة وكان عليهم إرسال العديد من شباب صفد للتدريب على السلاح والقتال على الأراضي السورية وأن يشتروا السلاح والذخائر وإعدادها على الحدود السورية لإدخالها مع أولئك المدربين فور انسحاب القوات البريطانية.
4. فشل وجهاء صفد بالتخطيط لما بعد الهزيمة العسكرية.

## السكان والنشاط الاقتصادي
في العهد البريطاني كان قضاء صفد يضم 69 قرية، وعدد من العشائر المحيطة. بلغ عدد سكان مدينة صفد في عام 1922، 8761 نسمة، وبهذا ينخفض هذا العدد عما كان عليه في عام 1908 حوالي 10000 نسمة، يرجع ذلك إلى الظروف السيئة التي تعرض لها سكان المدينة من الأوبئة والمجاعات، وفي عام 1931 وصل عدد سكان المدينة إلى 9441 نسمة، وفي عام 1945 قدر عددهم 11930 نسمة، وفي أواخر عهد الانتداب البريطاني وصل عددهم إلى 13386 نسمة، أما في عام 1948 فقد أجبر سكان المدينة على الهجرة حيث بلغ عدد سكان المدينة 2317 نسمة، بسبب تدفق اليهود عام 1949 ليرتفع عددهم في عام 1954 على المدينة، حيث بلغ عددهم 4000 يهودي ثم ارتفع إلى 5500 نسمة عام 1950 ثم إلى 15000 نسمة عام 1966، بينما في عام 2008، بلغ عدد سكان صفد 32000 نسمة. ووفقًا لأرقام دائرة الإحصاء المركزية الإسرائيلية في عام 2001، كان التركيب العرقي للمدينة 99.2٪ من اليهود وغير العرب، مع عدم وجود عدد كبير من السكان العرب، وكان 43.2٪ من السكان في سن 19 عامًا أو أقل، و13.5٪ بين 20 و 29 عامًا، و17.1٪ بين 30 و 44 عامًا، و12.5٪ من 45 إلى 59 عامًا، و3.1٪ من 60 إلى 64 عامًا، و10.5٪ 65 عامًا أو أكثر.
وقد مارست مدينة صفد العديد من النشاطات الاقتصادية مثل:
الزراعة: حيث زرعت الأراضي الجبلية المحيطة بمدينة صفد بأشجار الزيتون والعنب والتبغ والأشجار المثمرة الأخرى والخضر والحبوب، وأهم المحاصيل التي تنتجها صفد الزيتون والعنب والتين والبطيخ والمشمش والبرقوق والخوخ والكمثرى والبرتقال.
الصناعة: توجد في المدينة الصناعات الغذائية والسجائر والدراجات والمطابخ.
التجارة: نظرا للموقع الجغرافي الهام التي تتمتع به مدينة صفد فإن الحركة التجارية قد نشطت بسبب كونها مركزا سياحيا ومصيفاً مشهورا من مصايف إسرائيل، فهي غنية بالمعوقات السياحية، كالمناظر الطبيعية الجميلة والأشجار الباسقة والأماكن التي تروج الحركة وتنشط المواصلات، وتعج صفد بالأسواق التي يأتي إليها السكان من المناطق المجاورة للبيع والشراء

## النشاط الثقافي في مدينة صفد
وفي عهد الانتداب البريطاني، ضمت صفد ثلاث مدارس، وخاصة في العام الدراسي 1942/ 1943 مدرستين ابتدائيتين وأخرى ثانوية، وارتفع هذا العدد في العام الدراسي 1946/ 1947 ليصل إلى خمس مدارس، ثلاث مدارس للبنين ومدرستين للبنات.
تأسست المدرسة الرشيدية في صفد عام 1895م، حيث ضمت عام 1898م-1316هـ نحو 27 طالبا يعلمهم معلم واحد، أما في عام 1318هـ-1900م ارتفع هذا الرقم إلى 30 طالبا مع معلم واحد، أما المدرسة الإعدادية التي بناها الإنكليز عام 1300هـ- 1883م فقد ضمت 51 طالبا.
بالإضافة إلى المدارس فقد ضمت صفد العديد من الجمعيات والنوادي الرياضية ومن الجمعيات كان هناك:
1. جمعية اليقظة العلمية التي تدعو إلى التفتح الوطني والوعي القومي.
2. الجمعيات السرية وهدفها تصفية العملاء أو بعض عناصر النظام البريطاني أو الصهيوني مثل جمعية الكف الأحمر وغيرها.
أما النوادي الرياضية فكان هناك، النادي الرياضي الإسلامي، بالإضافة إلى وجود نشاط مسرحي إقليمي.
وفي الحرب العالمية الأولى، بلغ عدد المدارس في مركز القضاء وفي جميع ملحقاته 10 مدارس رسمية و 22 مدرسة غير رسمية، وكان في قصبة صفد ثلاث مدارس للذكور، إحداها للحضانة ومدرسة واحدة للإناث، كان في مدرسة الذكور الابتدائية الأولى 150 طالبا وفي الثانية 70 طالبا وفي الحضانة 60 صبيا، وفي مدرسة الإناث التي تقرر تفريقها إلى مدرستين 150 طالبة.
وفي خمسينات وستينات القرن الماضي، كانت صفد توصف في إسرائيل بأنها العاصمة الفنية.

## معالم المدينة

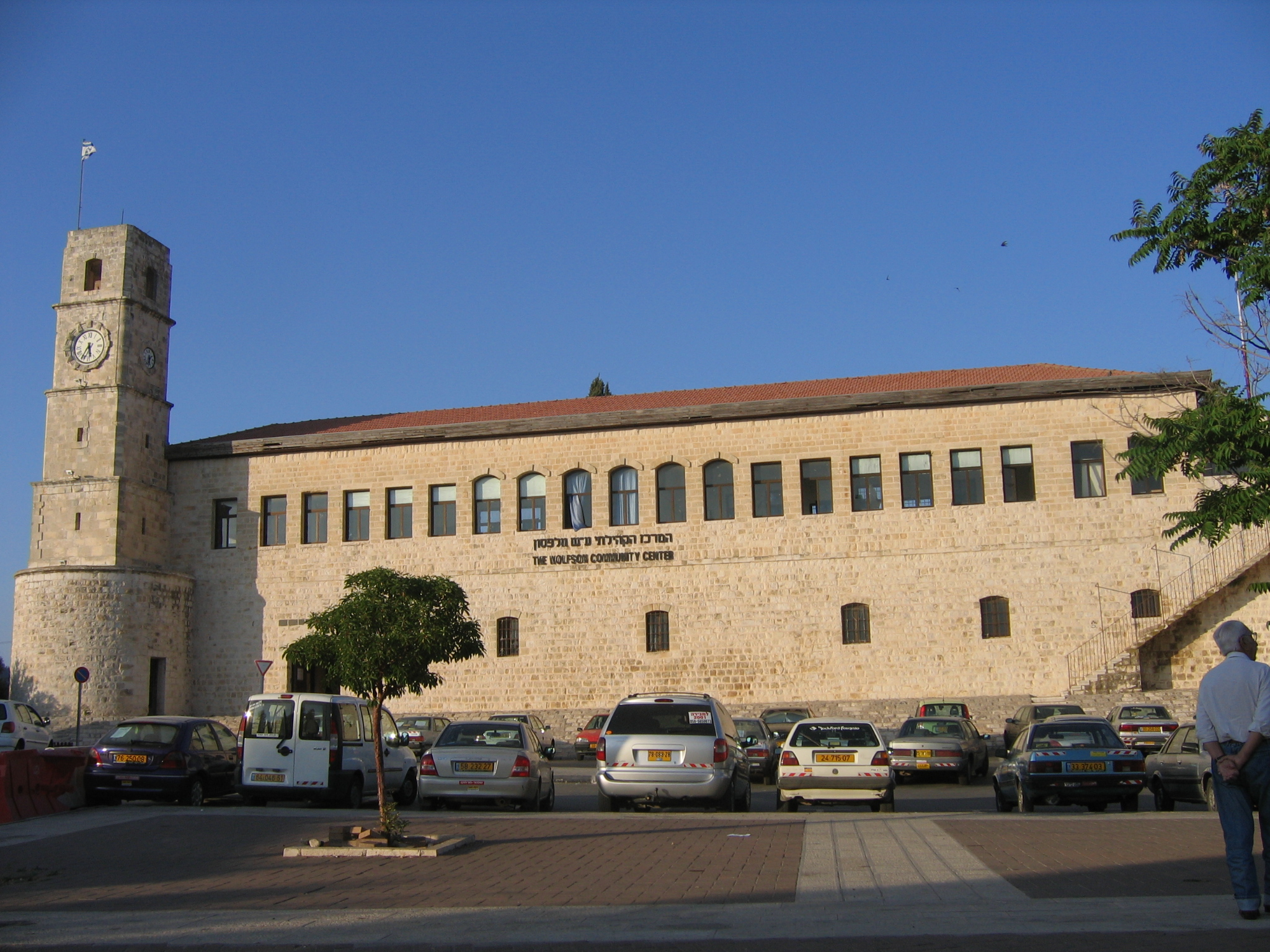
مبنى السرايا التركي وبرج الساعة، وهو المركز الإداري للمدينة في الحقبة العثمانية.

توجد الكثير من المعالم التي تظهر الهوية العربية والإسلامية لهذه المدينة مثل الجوامع والزوايا ومنها:
* الجوامع
- جامع الظاهر بيبرس أو الجامع الأحمر
- جامع الجوكنداري
- الجامع اليوسفي الكبير أو جامع السوق، اتخذته إسرائيل معرضا للصور
- الصواوين وهدمته إسرائيل وبقيت مئذنته (وهو في أيضا يسمى جمع الخفاجة أو الخفاجي حيث المأذنة التي تنتصب وحدها دون جامعها في وسط المدينة انما هي تعود لجامع الخفاجي أو الخفاجة والذي يعود بالاصل إلى الشيخ شهاب الدين أحمدبن موسى بن خفاجة الصفدي والمتوفي في صفد سنة 750هـ، وهو الفقيه وعالم الدين واللغة، المفتي والقاضي في صفد، وهو الجد الأعلى لعائلة النحوي المعروفة في صفد، والتي أيضا لها جامع بجوار بيت الشيخ أحمد حامد النحوي في حارة الأكراد بصفد ويعرف بجامع الشيخ أحمد النحوي وهو القاضي الشرعي المعروف في صفد ولدى عائلاتها، أو جامع النحوي، والذي هدمه المحتلون بعد نكبة عام 1948)

- جامع يعقوب، جُعل مخزنا للأخشاب.

* الزوايا

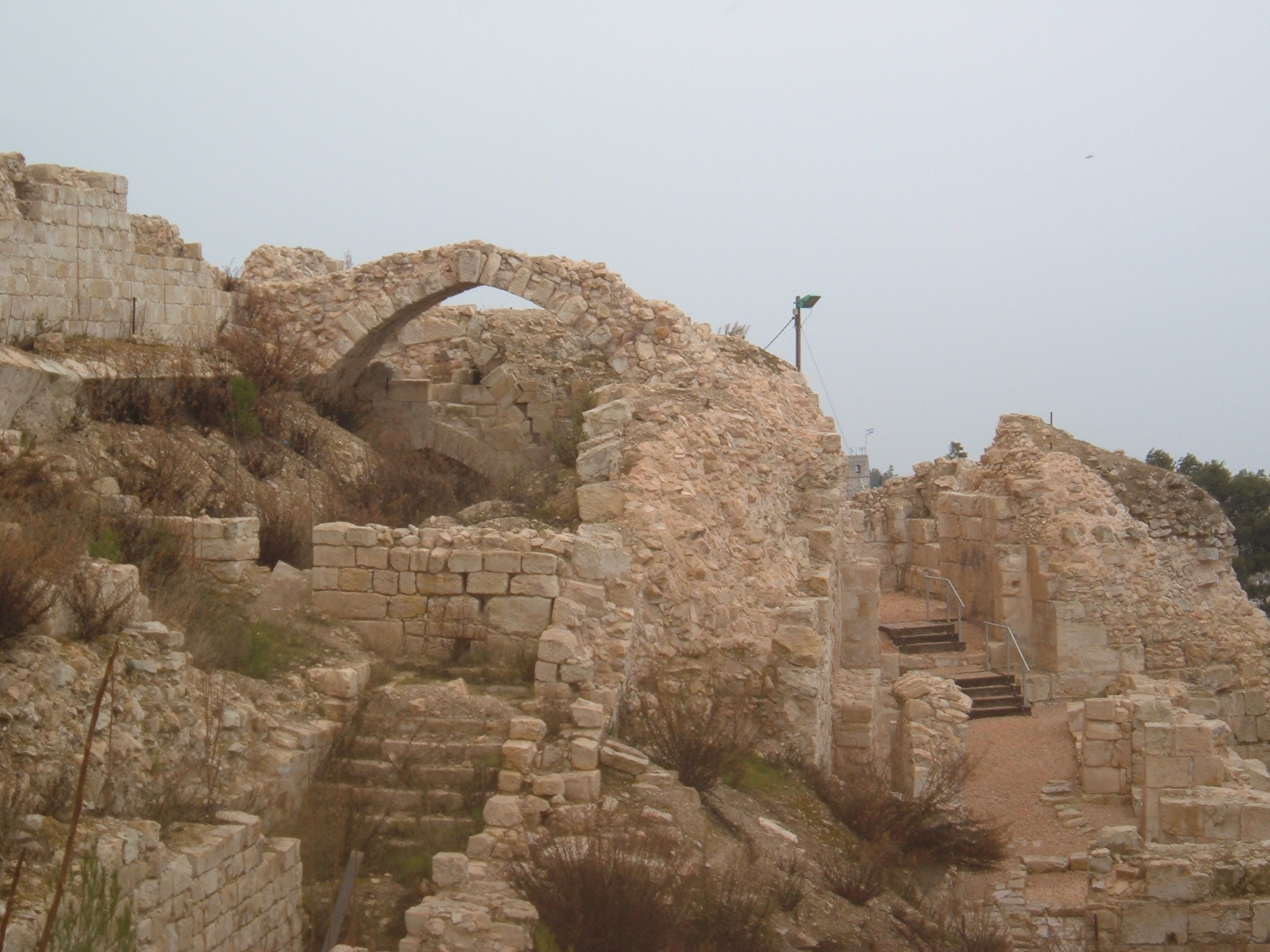
بقايا القلعة الصليبية, 2008

- زاوية الاسدي "زاوية الصدر الاسدية بحارة الاسدي
- زاوية الشيخ العثماني
- زاوية حسام الدين بن عبد الله الصفدي
- زاوية الشيخ شمس الدين

رجالات من صفد:
من مشاهير صفد «حجو مصطفى خرما» وهو مجاهد من صفد، كان أحد مهاجمي الحي اليهودي عام 1929 وسعي البوليس لاعتقاله فغادر لشرق الأردن وعاد عام 1936 ليواصل جهاده. عمل مراسلا لنقل المعلومات والتعليمات ما بين القيادة والمدينة. لاحظ البوليس اليهودي انه يذهب كل صباح من خلال المنطقة العربية بإتجاه السرايا (مركز البوليس). ولإنهاء هذا التحدي قاتله حجو في الشارع الرئيسي.
ألقى القبض على جاسوس وقاده للقيادة. ويعود الفضل، في كشف الجاسوس، لموظفي البريد العرب الذين كانوا يمررون الرسائل المشبوهة للقيادة.
نقب جدار سجن السرايا لتسهيل هرب مجاهد. وفي اليوم التالي عرض عليه القيام بإصلاح جدار السجن مقابل الأجر وأثناء قيامه بذلك قال له البوليس العربي المكلف بالحراسة «والله يا حجو بتقتل القتيل وبتمشي بجنازته». لأنّ السجانين العرب كانوا متعاونين.
تولى ورفاق من صفد وسوريا الدفاع أثناء الصراع العربي اليهودي في صفد ومن خلال أهم مراكز القلعة الدفاهية/ دار المرعشلي والذي تعرض لأشرس الهجمات الصهيونية وصدت جميعها مع الحاق خسائر فادحة بالمهاجمين. ولم يغادروا مواقعهم إلا بعد انسحاب جيش الأنقاذ ونزوح كافة الأهالي.

## المناخ
| البيانات المناخية لـصفد               | البيانات المناخية لـصفد | البيانات المناخية لـصفد | البيانات المناخية لـصفد | البيانات المناخية لـصفد | البيانات المناخية لـصفد | البيانات المناخية لـصفد | البيانات المناخية لـصفد | البيانات المناخية لـصفد | البيانات المناخية لـصفد | البيانات المناخية لـصفد | البيانات المناخية لـصفد | البيانات المناخية لـصفد | البيانات المناخية لـصفد |
| الشهر                                 | يناير                   | فبراير                  | مارس                    | أبريل                   | مايو                    | يونيو                   | يوليو                   | أغسطس                   | سبتمبر                  | أكتوبر                  | نوفمبر                  | ديسمبر                  | المعدل السنوي           |
| ------------------------------------- | ----------------------- | ----------------------- | ----------------------- | ----------------------- | ----------------------- | ----------------------- | ----------------------- | ----------------------- | ----------------------- | ----------------------- | ----------------------- | ----------------------- | ----------------------- |
| الدرجة القصوى °م (°ف)                 | 21.7 (71.1)             | 21.2 (70.2)             | 24.2 (75.6)             | 32.4 (90.3)             | 38.1 (100.6)            | 40.0 (104.0)            | 39.0 (102.2)            | 38.7 (101.7)            | 36.8 (98.2)             | 33.1 (91.6)             | 27.5 (81.5)             | 24.4 (75.9)             | 40.0 (104.0)            |
| متوسط درجة الحرارة الكبرى °م (°ف)     | 9.4 (48.9)              | 10.1 (50.2)             | 13.3 (55.9)             | 19.5 (67.1)             | 25.0 (77.0)             | 28.3 (82.9)             | 29.8 (85.6)             | 29.8 (85.6)             | 28.1 (82.6)             | 23.7 (74.7)             | 16.7 (62.1)             | 11.5 (52.7)             | 20.4 (68.7)             |
| متوسط درجة الحرارة الصغرى °م (°ف)     | 4.5 (40.1)              | 4.3 (39.7)              | 6.3 (43.3)              | 10.6 (51.1)             | 14.3 (57.7)             | 17.0 (62.6)             | 18.8 (65.8)             | 18.8 (65.8)             | 17.7 (63.9)             | 15.1 (59.2)             | 10.3 (50.5)             | 6.4 (43.5)              | 12.0 (53.6)             |
| أدنى درجة حرارة °م (°ف)               | −3.6 (25.5)             | −9.0 (15.8)             | −2.2 (28.0)             | 0.3 (32.5)              | 5.8 (42.4)              | 8.7 (47.7)              | 13.2 (55.8)             | 14 (57)                 | 12 (54)                 | 7.2 (45.0)              | 0.1 (32.2)              | −2.7 (27.1)             | −9.0 (15.8)             |
| الهطول مم (إنش)                       | 158.8 (6.25)            | 129.7 (5.11)            | 94.9 (3.74)             | 43.1 (1.70)             | 5.7 (0.22)              | 0.0 (0.0)               | 0.0 (0.0)               | 0.0 (0.0)               | 1.5 (0.06)              | 24.5 (0.96)             | 85.5 (3.37)             | 138.4 (5.45)            | 682.1 (26.85)           |
| متوسط أيام هطول الأمطار               | 15                      | 13.1                    | 11.7                    | 5.9                     | 2.7                     | 0.0                     | 0.0                     | 0.0                     | 0.5                     | 4.5                     | 9.0                     | 13.1                    | 75.5                    |
| المصدر: Israel Meteorological Service |                         |                         |                         |                         |                         |                         |                         |                         |                         |                         |                         |                         |                         |